# Xilànzar
Xilànzar (uzbek: Chilonzor tumani; rus: Чиланзарский район, romanitzat: Chilanzarsky rayon) és un dels 12 districtes (tuman) de Taixkent, la capital de l'Uzbekistan.

## Visió general
Va ser fundada al suburbi rural de Taixkent el 1956, rep el nom del barri residencial homònim i es va establir, com a districte, el 1981.
Xilanzar limita amb els districtes d'Uchtepa, Shayxontoxur, Yunusabad, Yakkasaray i Sergeli. També limita amb la província de Taixkent.